# Саутерн-Шорс (Північна Кароліна)
Саутерн-Шорс (англ. Southern Shores) — місто (англ. town) в США, в окрузі Дер штату Північна Кароліна. Населення — 3090 осіб (2020).

## Географія
Саутерн-Шорс розташований за координатами 36°7′12″ пн. ш. 75°43′46″ зх. д. / 36.12000° пн. ш. 75.72944° зх. д. (36.119944, -75.729557).  За даними Бюро перепису населення США в 2010 році місто мало площу 10,75 км², з яких 10,22 км² — суходіл та 0,53 км² — водойми.

### Клімат
| Клімат : Саутерн-Шорс   | Клімат : Саутерн-Шорс | Клімат : Саутерн-Шорс | Клімат : Саутерн-Шорс | Клімат : Саутерн-Шорс | Клімат : Саутерн-Шорс | Клімат : Саутерн-Шорс | Клімат : Саутерн-Шорс | Клімат : Саутерн-Шорс | Клімат : Саутерн-Шорс | Клімат : Саутерн-Шорс | Клімат : Саутерн-Шорс | Клімат : Саутерн-Шорс | Клімат : Саутерн-Шорс |
| Показник                | Січ.                  | Лют.                  | Бер.                  | Квіт.                 | Трав.                 | Черв.                 | Лип.                  | Серп.                 | Вер.                  | Жовт.                 | Лист.                 | Груд.                 | Рік                   |
| Середній максимум, °C   | 9,5                   | 10,6                  | 13,6                  | 18,1                  | 22,3                  | 26,3                  | 28,6                  | 27,7                  | 25,1                  | 20,8                  | 16,3                  | 11,7                  | 19,2                  |
| Середня температура, °C | 6,1                   | 7,1                   | 9,8                   | 14,4                  | 18,9                  | 23,6                  | 25,9                  | 25,5                  | 22,9                  | 18,1                  | 13,2                  | 8,3                   | 16,2                  |
| Середній мінімум, °C    | 2,8                   | 3,6                   | 6,1                   | 10,7                  | 15,5                  | 20,8                  | 23,4                  | 23,3                  | 20,8                  | 15,3                  | 10,1                  | 4,9                   | 13,2                  |
| Норма опадів, мм        | 106                   | 88                    | 98                    | 86                    | 94                    | 108                   | 126                   | 149                   | 132                   | 96                    | 92                    | 93                    | 1271                  |
| Вологість повітря, %    | 70.0                  | 69.4                  | 67.6                  | 68.0                  | 70.7                  | 75.1                  | 76.8                  | 75.4                  | 73.7                  | 71.8                  | 72.5                  | 71.9                  | 71.9                  |
| ----------------------- | --------------------- | --------------------- | --------------------- | --------------------- | --------------------- | --------------------- | --------------------- | --------------------- | --------------------- | --------------------- | --------------------- | --------------------- | --------------------- |
| Джерело: PRISM          |                       |                       |                       |                       |                       |                       |                       |                       |                       |                       |                       |                       |                       |

## Демографія
Згідно з переписом 2010 року, у місті мешкало 2714 осіб у 1159 домогосподарствах у складі 880 родин. Густота населення становила 252 особи/км².  Було 2369 помешкань (220/км²).
Расовий склад населення:
| - 97,8 % — білих - 0,6 % — азіатів - 0,3 % — чорних або афроамериканців - 0,1 % — корінних американців |

До двох чи більше рас належало 1,1 %. Частка іспаномовних становила 1,5 % від усіх жителів.
За віковим діапазоном населення розподілялося таким чином: 16,7 % — особи молодші 18 років, 55,8 % — особи у віці 18—64 років, 27,5 % — особи у віці 65 років та старші. Медіана віку мешканця становила 54,2 року. На 100 осіб жіночої статі у місті припадало 94,0 чоловіків;  на 100 жінок у віці від 18 років та старших — 93,0 чоловіків також старших 18 років.
Середній дохід на одне домашнє господарство  становив 99 652 долари США (медіана — 88 490), а середній дохід на одну сім'ю — 112 332 долари (медіана — 100 757). Медіана доходів становила 68 958 доларів для чоловіків та 41 375 доларів для жінок. За межею бідності перебувало 2,2 % осіб, у тому числі 4,1 % дітей у віці до 18 років та 2,8 % осіб у віці 65 років та старших.
Цивільне працевлаштоване населення становило 1284 особи. Основні галузі зайнятості: роздрібна торгівля — 17,3 %, фінанси, страхування та нерухомість — 16,7 %, мистецтво, розваги та відпочинок — 16,4 %.